# Fort Sadras
Fort Sadras is een fort van de VOC aan de Coromandelkust van India. Het fort werd begin 18e eeuw gebouwd als versterking van een eerder gestichte handelsloge, ook wel factorij genoemd. In de Vierde Engels-Nederlandse Oorlog werden delen van het fort door de Britten opgeblazen. De restanten zijn begin jaren 1990 gerestaureerd door de Archeologische Dienst van India (ASI).

## De Coromandelkust

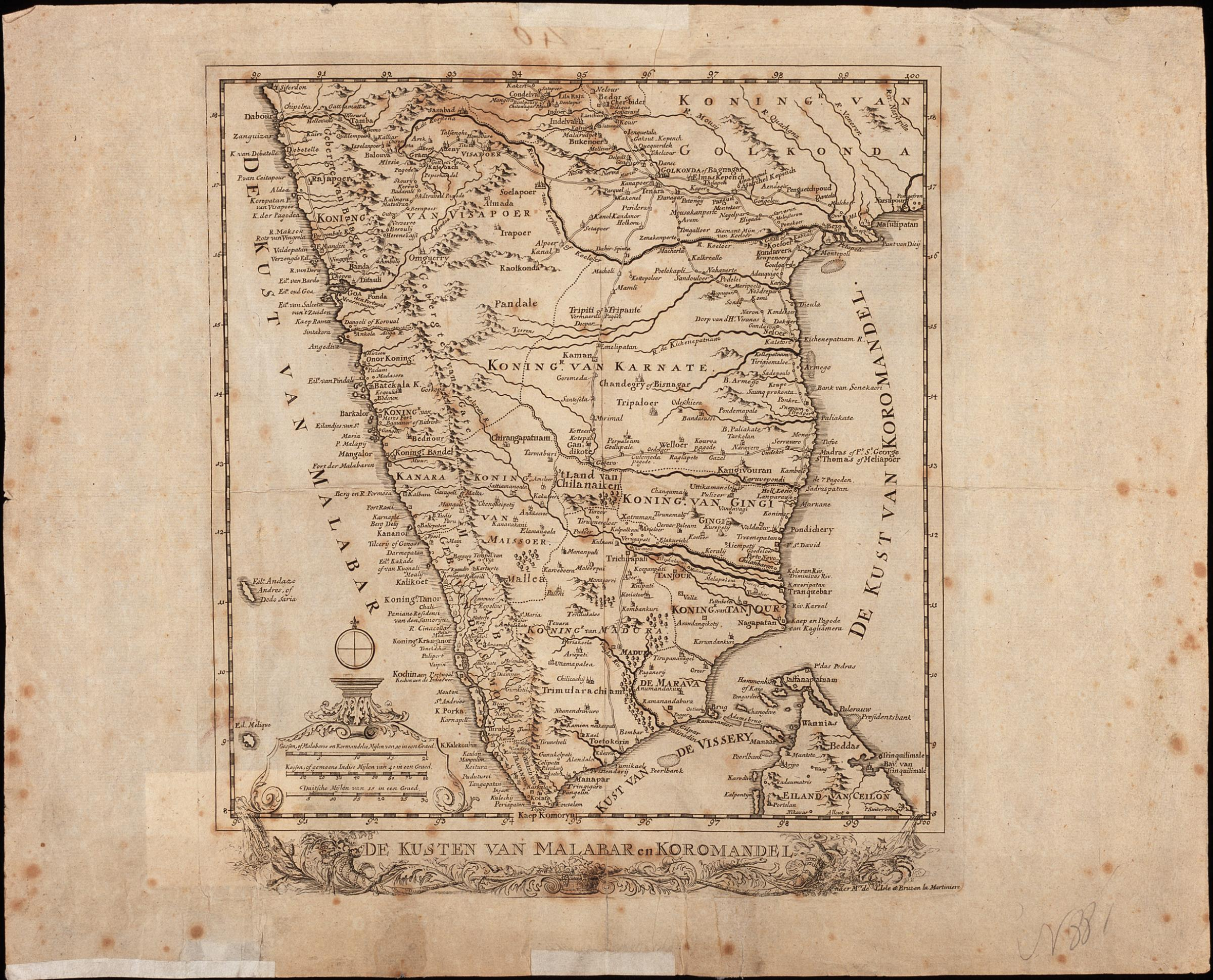
Zuid-India met de Coromandelkust.

Aan de Coromandelkust van India bezat de VOC een lange reeks handelskantoren en forten, van Bimilipatnam (het huidige Bheemunipatnam) in het noorden, tot Tuticorin in het zuiden. De voornaamste exportartikelen waren een grote variëteit aan geweven en geverfde katoenen stoffen, de zogeheten lijnwaden, die de Compagnie in de Indische archipel ruilde voor specerijen, en later ook verkocht in Europa. De stoffen werden met behulp van voorschotten gekocht van coöperaties en makelaars in de dorpen in het achterland (de dadni-methode). In 1623 werd in Batavia berekend dat ongeveer 40 procent van de katoen met specerijen betaald kon worden en de rest met zilver. In het midden van de 17e eeuw kwamen daar kaneel, arecanoten en olifanten uit Ceylon bij. In Sadras, in de oudere VOC-correspondentie afwisselend Sadraspatnam, Sadraspatam, Sadrangapatam, Sadragapatnam en pas later Sadras genoemd, werd door de Compagnie al sinds het begin van de 17e eeuw gehandeld, maar werd pas rond 1650 op gepachte grond een factorij gebouwd, iets ten noorden van de monding van de rivier de Palar. Sadras en het achterland vielen in de VOC-periode onder achtereenvolgens het Carnatica-rijk, Golconda, de Maratha's en daarna de Mogols. In deze streek werden fijn geweven katoenen stoffen van hoge kwaliteit geproduceerd, de zogeheten mousseline. Ook was er een groeve en steenhouwerij waarin hoge kwaliteit arduinsteen werd gedolven. De stenen werden gebruikt als ballast voor de schepen en dienden in alle VOC-vestigingen in Azië als vloer- en grafstenen. Zoals Pieter van Dam schreef in zijn Beschrijvinge van de Oostindische Compagnie: 'Behalven de lywaten, die hier in een tamelyke quantiteyt, dogh fijnder als hoger om de Zuyd, te bekomen sijn, vallen hier vele rouwe en geslepen vloersteenen, sarcken en vele andere steenen, tot gebruyck dienende, waar vandaan Batavia, Ceylon en andere plaatsen van de Compagnie haar gerief krygen.'
De chirurgijn en reisverhalenschrijver Wouter Schouten was in Sadraspatnam in oktober 1661 en beschreef het aldus: 'Onderwijl gingen wy dickmaels de Gewesten van Satrispatnam besien; vonden het Stedeken kleyn, met wijde Straten, en luchtige Wooningen, van klay, koe-mist, en riet, en boven met Kokus-bladeren toegedeckt'. Schouten en zijn metgezellen bezochten enkele tempels en pagoden met 'daer in heel monstreuse beelden'. Toen ze uit een waterput in de buurt water dronken werden ze door boze vrouwen met stokken verjaagd en werden de kruiken kapot geslagen omdat die nu 'bedurven en verontreynight' waren.
Goederen uit Sadras werden meestal met kleine vaartuigen (sloepen en inheemse dhoni's) naar Nagapattinam verscheept en vandaar opgehaald door Oost-Indiëvaarders. Deze moesten een eind uit de kust blijven liggen aangezien hier nergens een natuurlijke haven was. De kleine vaartuigen moesten de goederen door een woeste branding en over gevaarlijke zandbanken van en naar de grote schepen brengen. Vanaf oktober moesten alle schepen vertrekken vanwege de moesson en bijkomstige orkanen.

## De heilige Vogelberg

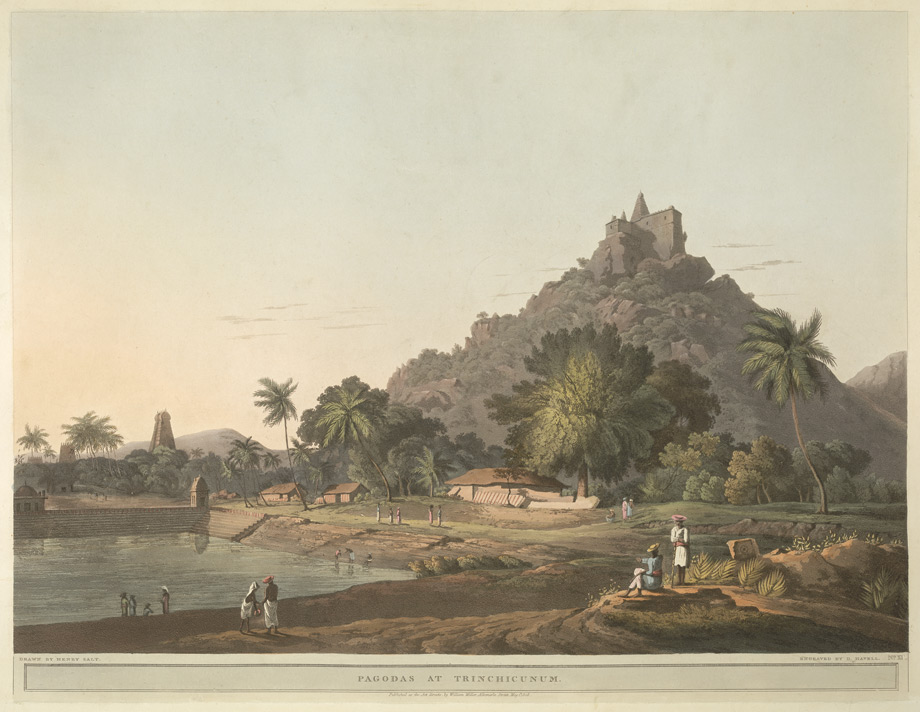
De Heilige Vogelberg in 1809.

Veertien kilometer van Sadras, bij het dorpje Tirukalukundram, was de heilige Vogelberg. Dit is een steile rots en een pelgrimsoord voor hindoes. Volgens de overlevering komen hier jaarlijks twee gieren naar toe om gevoed te worden door priesters. Ook voor het VOC-personeel aan de Coromandelkust was dit een bezienswaardigheid. Ze klommen de meer dan vijfhonderd steile en onregelmatige trappen op naar een stenen vlakte op de top en hebben daar van 1662 tot 1818 in het graniet van een tempel hun namen gekrast. Onder hen was Daniel Havart, die hier op 3 januari 1681 arriveerde met een gezelschap waaronder zijn nieuwe echtgenote Anna van Nijendaal en de gouverneur van Coromandel Willem Carel Hartsinck. Ze hadden even tevoren Nieuwjaar gevierd bij het opperhoofd van Sadras, Lambert Hemsinck. De twee vogels 'gelijk ik niet alleen, maar wel tien Hollanders met my, den 3. Januarius 1681 'smiddags ontrent ten twaalf uuren, hebben gezien. De vogels, die zeer wel naar gieren, of kuyken-dieven geleken, vlogen eerst een lange wijl rondom den berg, terwijl den Afgodspriester, een statig oud man, op de knyen leggende, zijn gebed deed, en binnen 's monds prevelde.'

## De bouw van het fort
De loge was in Havarts tijd niet spectaculair: 'De Logie in zich zelfs is niet van de beste slag, kleyn, en beknopt, echter met genoegzame gemakken voorzien, voor des E. Compagnies Nederlandse dienaren, die daar ten hoogsten vier in getale zijn, en met pakhuyzen, om lijwaten en andere goederen in te bergen, en te bewaren.' Na 1711 werd de loge ommuurd, en in 1749 verder versterkt met bastions. Ook werden nieuwe pakhuizen gebouwd en de hoofdpoort werd van de zeekant verplaatst naar de landkant en voorzien van een erkertoren. Het fort moest de loge beschermen tegen de Maratha's, maar ook tegen de Britten en de Fransen. De laatsten hadden zich rond 1673 met een oorlogsvloot, het Perzisch Eskader, in Pondicherry gevestigd. De kosten van het fort liepen op tot meer dan 16.000 pagoden. In Batavia werd de luitenant-ingenieur Coenraad Pieter Keller verweten dat hij de forten te mooi en dus te duur maakte, terwijl ze slechts goed verdedigbaar moesten zijn. Keller liet ook een persoonlijk spoor achter. In 1750 kerfde ook hij zijn naam op een muur van de tempel op de Vogelberg.
De VOC had ook zelf Indiërs in dienst, dus ook in het fort waren blekerijen voor de katoenen doeken, waar volgens Jacob Haafner, die rond 1780 na een zwaar bestaan als VOC-matroos als vrijburger en handelaar een aangenaam bestaan had opgebouwd in de toen welvarende samenleving van Sadras, 'de jonge meisjes, al dartelende en zingende, het uitgespreide lijwaat begooten'. Ook was er een indigofabriek, ook wel blauwververij genoemd, 'waar altijd een menigte potten stonden, waarin de plant werd gekookt, overgooten, en na verscheidene vermengingen van loog, kalk, taggerzaad (...) tot het verven van lijwaaten bekwaam gemaakt.'

## Geschiedenis van het fort

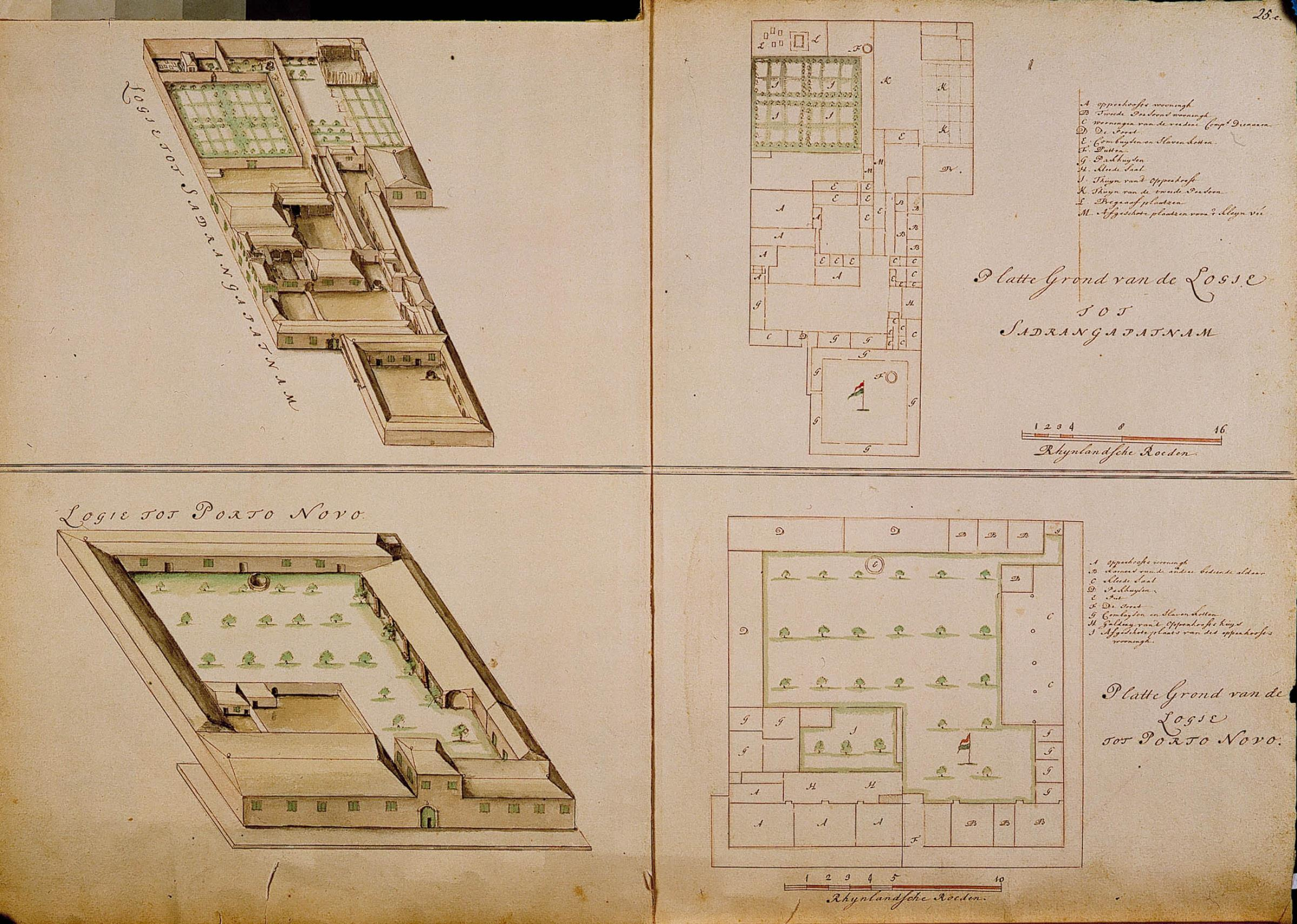
De loge rond 1700, vóór de ommuuring (en die van het nabij gelegen Porto Novo).

Tot aan 1740 was de VOC-handel aan de Coromandelkust groter dan die van de Britten en de Fransen samen. Vooral de Britten kregen sinds de verplaatsing van het VOC-hoofdkantoor van Paliacatte naar het zuidelijke Nagapattinam in het noordelijke deel steeds meer de ruimte. In de tweede helft van de 18e eeuw ging de VOC-handel achteruit, als gevolg van hongersnoden en de Zevenjarige Oorlog tussen Groot-Brittannië en Frankrijk, die in India werd uitgevochten als de Derde Carnatische Oorlog tussen de Britten in Madras en de Fransen in Pondicherry. Sadras lag tussen beide plaatsen in. De Fransen confisqueerden in 1758 het rijkgeladen retourschip de Haarlem toen dat vanuit Sadras langs Pondicherry voer omdat de Britten de Franse brigantijn de Robijn op de rede van Nagapattinam ongehinderd hadden kunnen kapen, en hielden begin 1759 Sadras zelfs drie maanden bezet. Het ad-interim opperhoofd, de onderkoopman Tamerius Canter Visscher, had Franse troepen nietsvermoedend doortocht verleend, waarna ze weigerden te vertrekken. De Raad van Indië in Batavia schreef aan de Heren XVII dat de Fransen hadden gemeend 'ons fortje te Sadraspatnam, waarop zij geen het minste regt of pretentie hadden, bijwege van verrassing op den 31e december (1758) jongstleden te overrompelen en te vermeesteren'. De Britten beschuldigden de VOC er toen van de Fransen daarmee geholpen te hebben bij hun belegering van Madras. Meer oorlogen in de regio volgden, waaronder de Mysore oorlogen tussen de Britten en de sultans van Mysore.

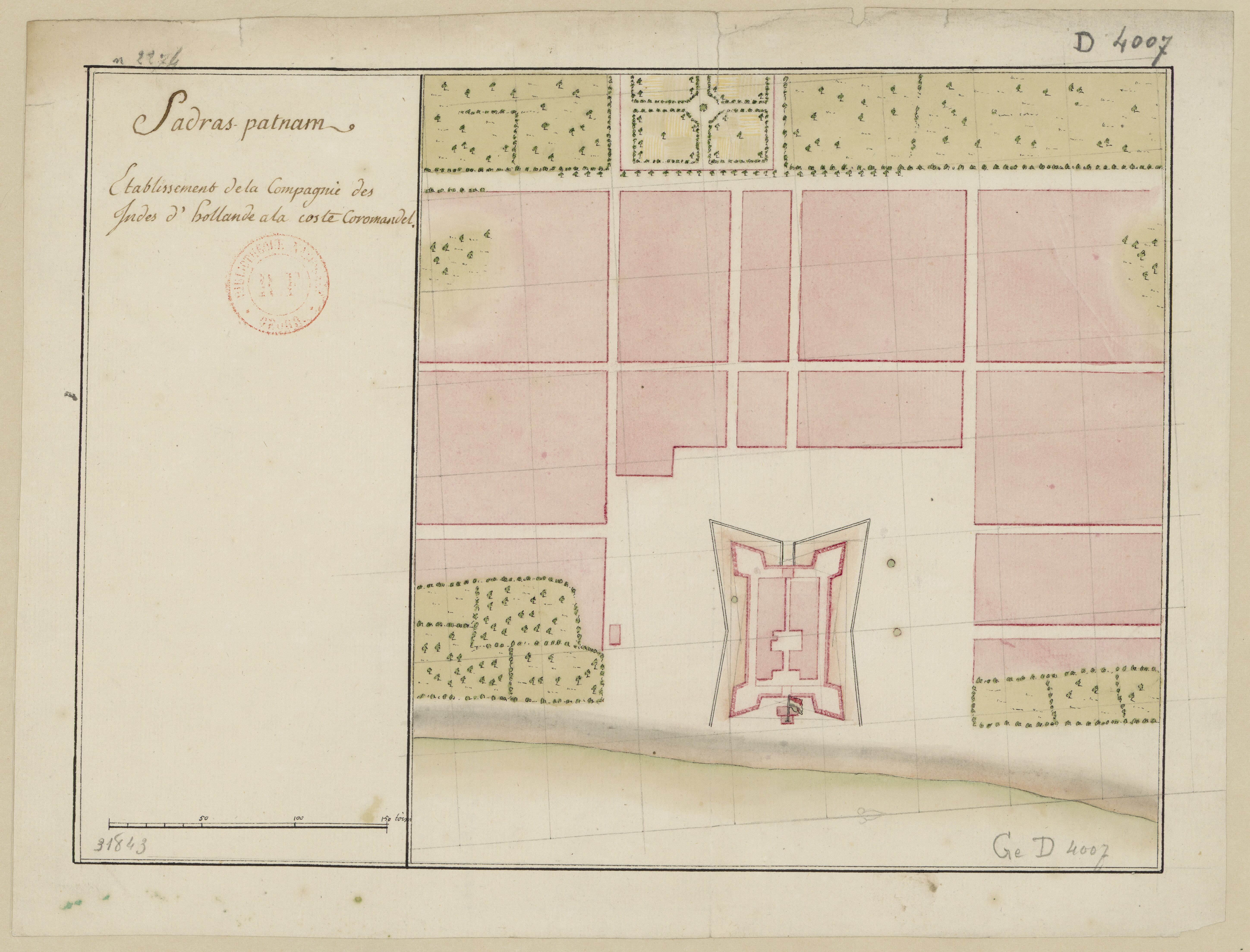
Plattegrond van het fort in 1760.

In juni 1781, na het uitbreken van de Vierde Engels-Nederlandse oorlog, namen de Britten Sadras bij verrassing in. Zij waren op de hoogte van de komende oorlogsverklaring en de Britse commandant van Chingleput (bij Madras), kapitein George Mackay, was enkele dagen tevoren nog op beleefdheidsbezoek bij het opperhoofd van Sadras Jan Pieter de Neys geweest. Naar achteraf bleek, was dit om zich op de hoogte te stellen van de verdediging van het fort. Toen Mackay en zijn troepen voor de poort verschenen, deserteerden de inlandse soldaten, zodat er maar zo'n vijftig VOC-soldaten overbleven. Het fort moest worden opgegeven, en alle Europeanen werden weggevoerd naar Madras. Het fort en de pakhuizen werden geplunderd en deels opgeblazen. Een maand later werd door een Britse vloot onder Edward Hughes fort Vijf Sinnen in Nagapattinam veroverd. In januari veroverde Hughes Trincomalee in Ceylon. In februari vond voor de kust van Sadras de onbesliste Zeeslag bij Sadras plaats tussen de vloot van Hughes en een Franse vloot van De Suffren die Pondicherry op de Britten wilde heroveren.
Het verdwijnen van de bescherming van de VOC betekende het einde voor het bij het fort opgegroeide dorp Sadras, waar Europese en Aziatische ambachtslieden, handelaren en wevers, wassers en ververs van de katoenen stoffen woonden. Zwervende bendes soldaten van Haider Ali van Mysore plunderden het dorp, en bovendien werd de hele streek geteisterd door de Chalisa-hongersnood van 1783-1784, veroorzaakt door een orkaan. Jacob Haafner, een van degenen die naar Madras waren meegevoerd, kwam in november 1782 terug in Sadras en schreef: 'Was dit Sadras? Dit voorheen zo vermaakelijk en schoon dorp? Waar genoegen en overvloed heerschte? Waar de koophandel bloeide, en vriendelijke zamenleeving en gulle gastvrijheid elkanderen de hand booden? Hoe eenzaam was nu deze wel eer woelige en volkrijke plaats! Hoe ledig, hoe verlaaten! Alle de voortijds gelukkige inwooners waren verdweenen, God weet waar verspreid en doolende, of weggerukt door den hongersnood en het zwaard. Hunne hutten lagen om verre, de straaten waren verstopt met het puin hunner huizen, en het gras en onkruid reezen booven de ingestorte muuren.'

## Overdracht

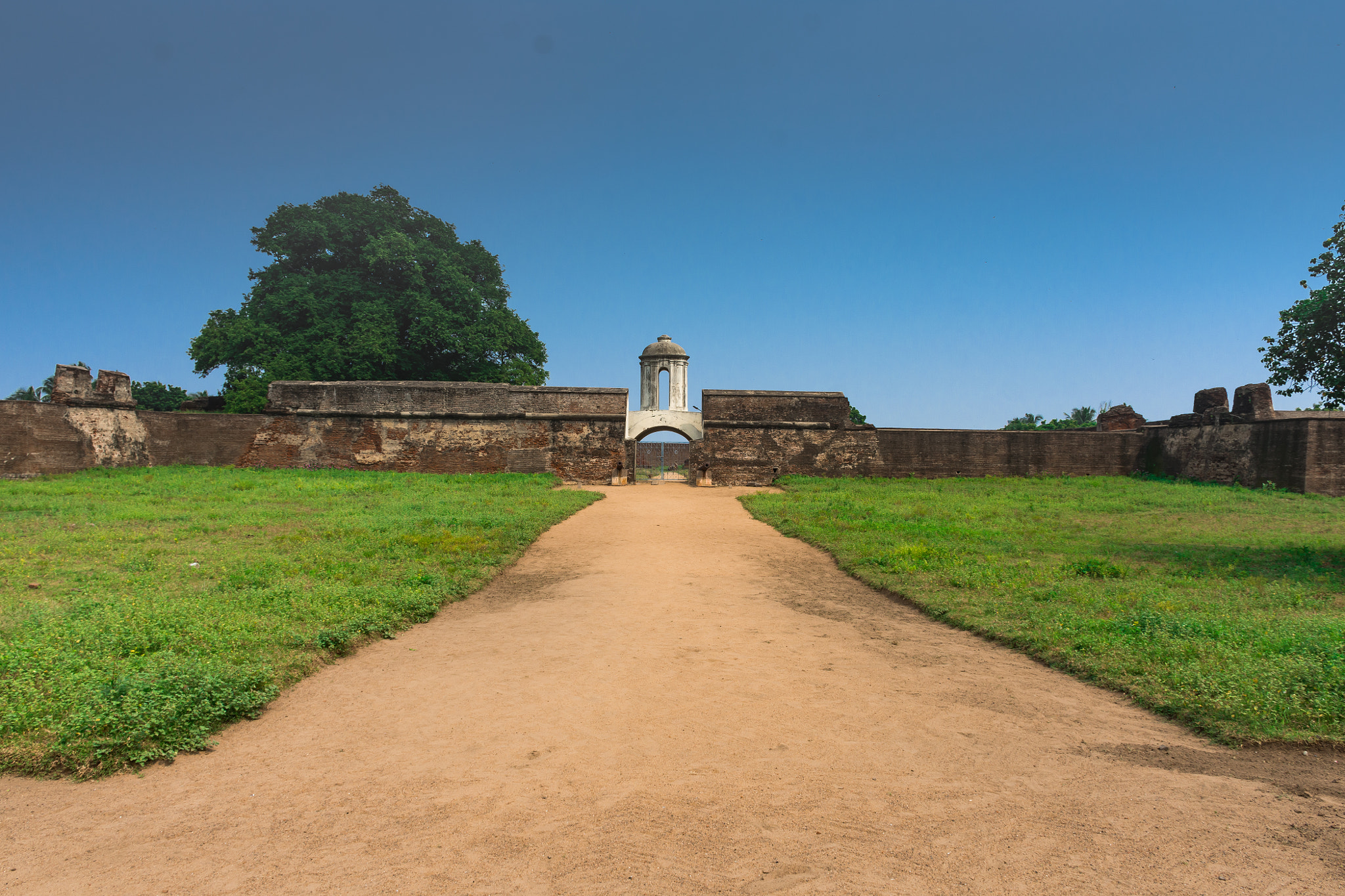
De hoofdpoort van fort Sadras in 2017.

Na afloop van de oorlog in 1784 werd Sadras samen met de andere vestigingen (op Nagapattinam na) weer teruggegeven aan de VOC. Alle waren met buskruit vernield, wat een einde maakte aan de handel van de VOC aan de kust. Toen Haafner in 1786 op doorreis weer in Sadras was, was het fort te bouwvallig om in te wonen. De teruggekeerde kooplieden woonden in het buitenverblijf van de directeur. In 1795, toen de Republiek der Nederlanden door het Franse revolutionaire leger werd bezet, namen de Britten in naam van de Brieven van Kew Sadras en de andere vestigingen nogmaals over, om te voorkomen dat de Fransen dat zouden doen. Toen Napoleon bij Leipzig verslagen was kwam Sadras in 1818 op grond van het Verdrag van Londen van 1814 in bezit van het Verenigd Koninkrijk der Nederlanden. De VOC was inmiddels failliet gegaan. Namens Nederland was Jacob Andries van Braam in juni 1817 benoemd als commissaris voor de overdracht van alle vroegere VOC-bezittingen in Bengalen en aan de Coromandelkust. In januari kwam hij aan in Madras en vestigde zich in maart in Sadras, dat vanwege het verlies van Nagapattinam en de nog grotere ravage in Paliacatte het nieuwe Nederlandse hoofdkantoor werd. Aan de VOC herinnerden behalve het geruïneerde fort slechts armoedige Europese weduwen en wezen. Op 31 maart vond in Sadras de officiële overdracht plaats met de Brit John Hodgson uit Madras en het nieuwe opperhoofd van Sadras Francis Casparus Regel.
De Britten, die het omringende land inmiddels in bezit hadden, voorkwamen door middel van in- en uitvoerheffing dat de Nederlandse handelsposten nog rendabel konden zijn. Van Braam schreef aan Batavia dat: 'onze tegenwoordige possessien in deeze gewesten van geen voordeel hoegenaamd zijn, door de volstrekte superioriteyt der Britten, welke al het mogelijke doen, om alle de alhier resideerende vreemde natiën te knevelen en te onderdrukken, en daardoor hun bestaan alhier zoo onaangenaam en nadeelig te maaken, ten eynde zij zouden resolveeren deeze gewesten te verlaaten, en aldus meester in dit land te zijn'. In 1823 woonden er in Sadras en de vijf omliggende dorpen nog maar 2600 inwoners in 'armoede en neringloosheid'. In het Verdrag van Londen van 17 maart 1824 werd afgesproken dat Nederland alle nog overgebleven vestigingen in India en Malakka en zijn aanspraken op het (in 1819 door Raffles bezette en destijds onbeduidende maar strategisch in de Straat Malakka gelegen eilandje) Singhapura zou opgeven en dat Groot-Brittannië zich voortaan geheel buiten Nederlands-Indië zou houden, zij het dat zowel Britten als Nederlanders zich vrij in elkaars koloniën zouden mogen vestigen en handel drijven op basis van meestbegunstigde natie. Dit was inmiddels geen slechte ruil meer. De katoenen doeken van de Coromandelkust kregen steeds meer concurrentie van Europese textielproducten, zodat de vestigingen voor Nederland minder belangrijk werden, terwijl ze voor de Britten, die in India een territoriale macht waren geworden, verbindingsschakels tussen hun bezittingen vormden. Op 1 juni 1825 ging Sadras definitief over in Britse handen.

## Restauratie
Het fort is vanaf 1990 gerestaureerd door de Archeologische Dienst van India (ASI). Het is rechthoekig in een oost-westrichting, met muren van enkele meters hoog, en bevindt zich vlak bij het strand. Van de vier hoekbastions zijn er nog drie over. Ook de hoofdpoort met het torentje is er nog. Op het binnenterrein van 150 bij 80 meter zijn aan de oostelijke zijde twee grote pakhuizen. Ook zijn er bassins voor het wassen en verven van katoenen stoffen, vloeren van verdwenen gebouwen, een afwateringsysteem en een stenen verhoging waarvan vermoed wordt dat het een opstapplaats was voor olifanten uit Ceylon. Een siersteen met de datum 4 mei 1749 die waarschijnlijk deel uitmaakte van de poort bevindt zich tegenwoordig in het Government Museum in Chennai. In het fort is ook een begraafplaats met een kleine twintig graven, daterend van 1644 tot 1790.

## Galerij

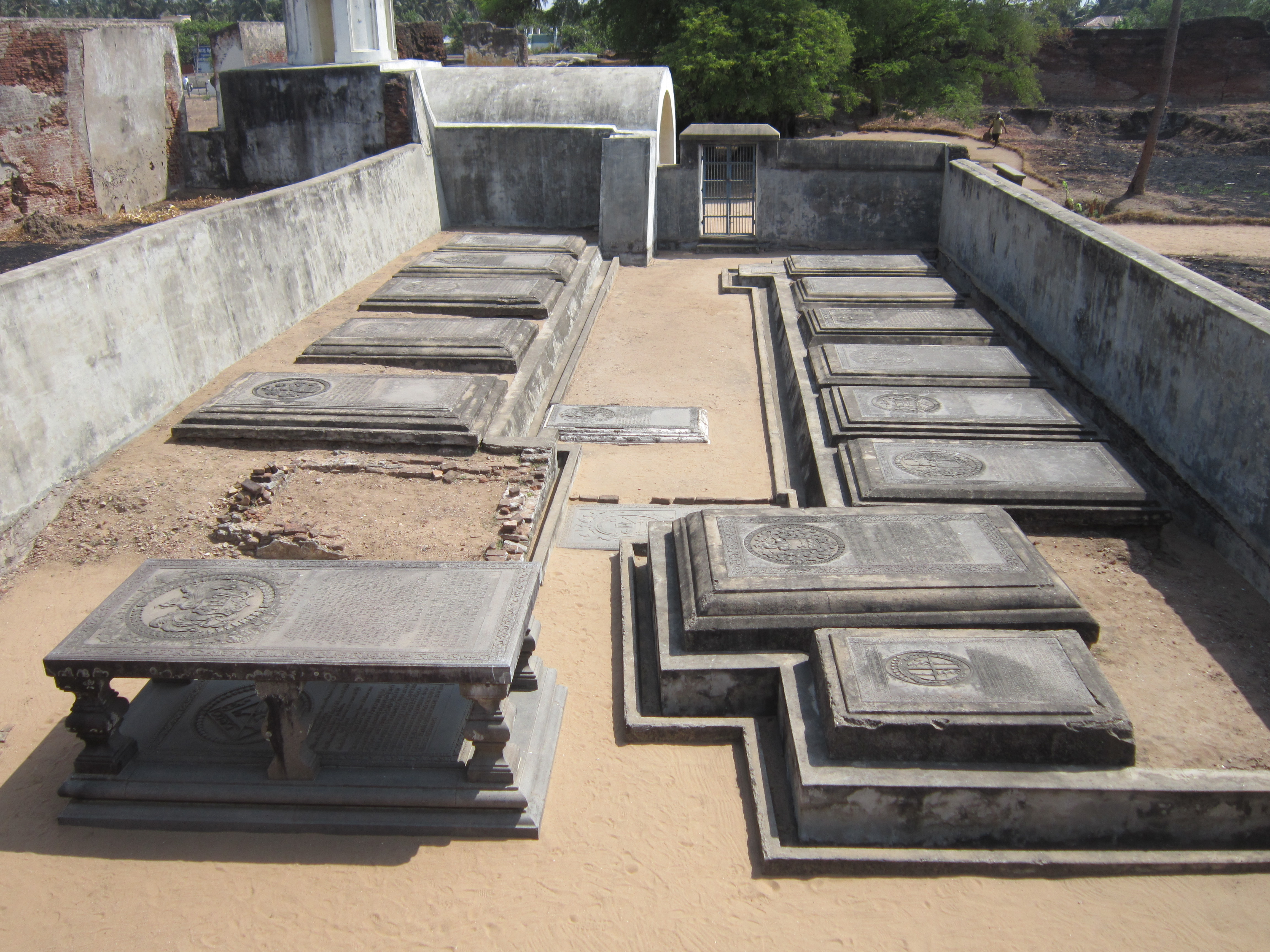
Grafstenen in Sadras, met rechtsvoor dat van een zoontje van Dirk van Cloon. De tweede daarachter van 'de manhaften Barent Clebout in sijn leven eerste kapitein en Maijoor der Ceijlonse militie' (1623-1679).
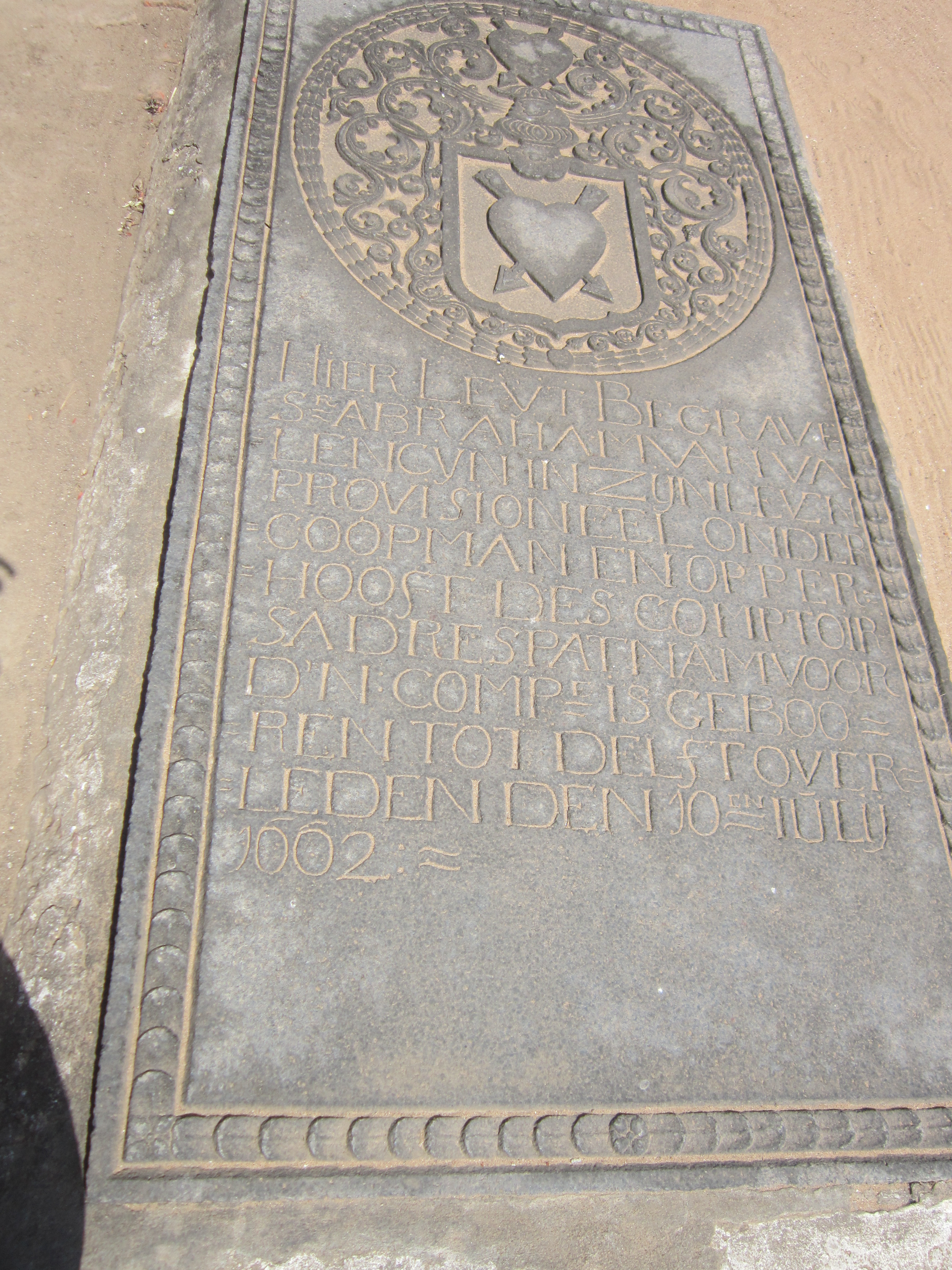
Grafsteen van Abraham van Valencyn uit Delft, opperhoofd van Sadras rond 1660.
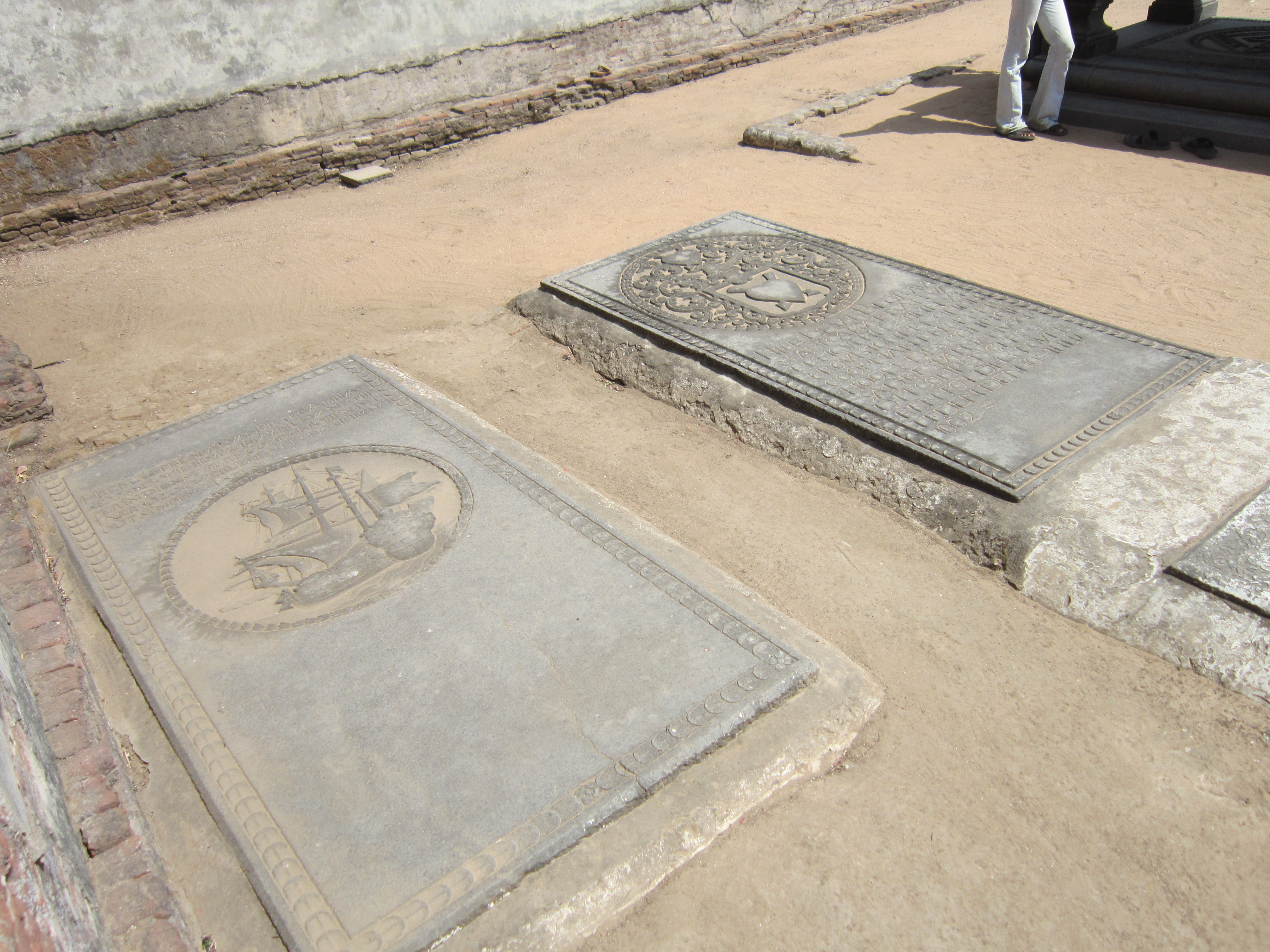
Graf van Pieter Adriaanse van Somerdijck (1620-1673), schipper.
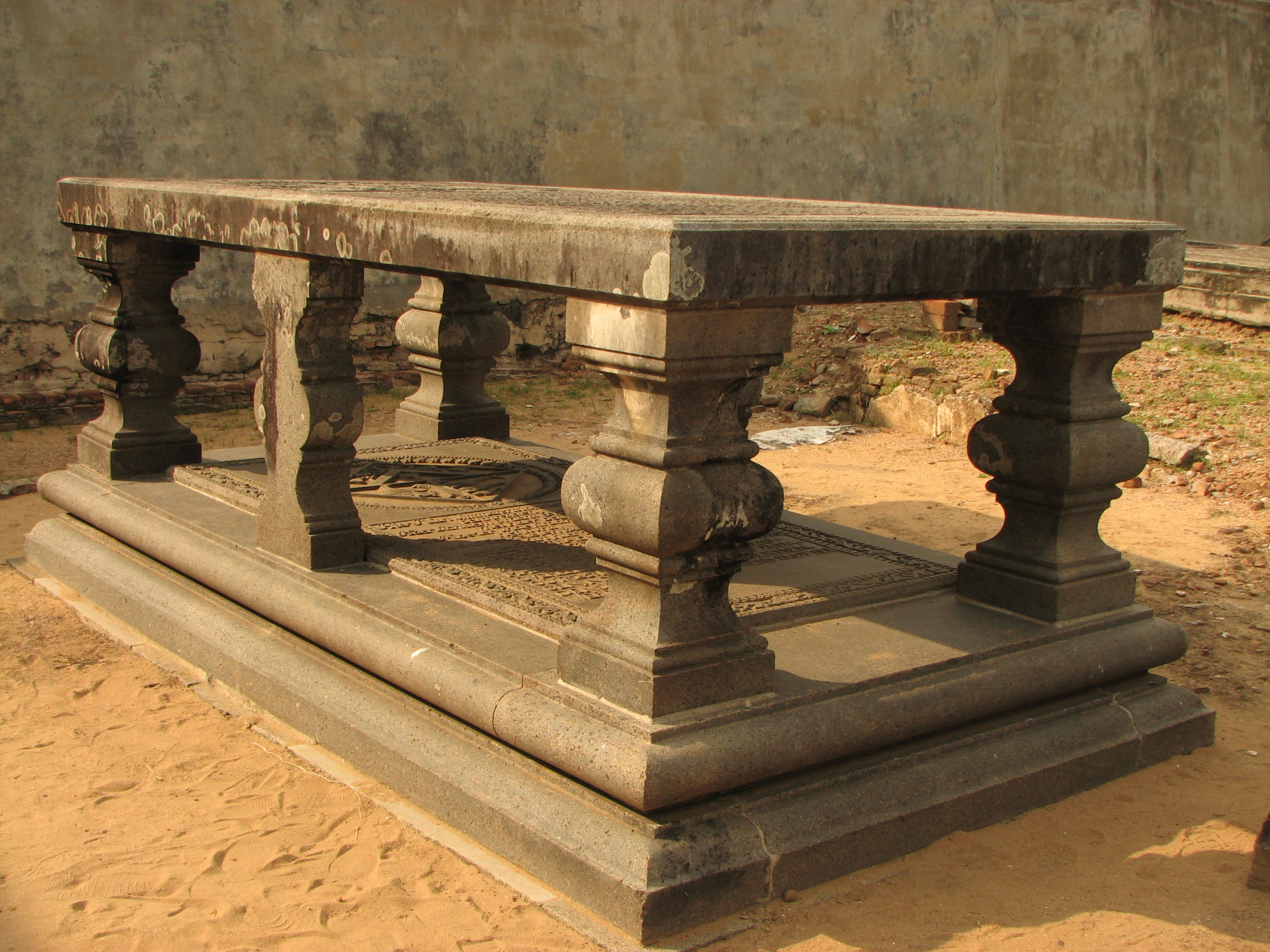
Tafelgraf. De onderste zerk van de in het kraambed gestorven Ammarentia Blochovius (Hoorn, 1644 - Sadras, 1670), vrouw van Lambert Hemsinck, en haar doodgeboren dochtertje. De bovenste van haar zoon Pieter Hemsinck (Sadras, 1665-1682).
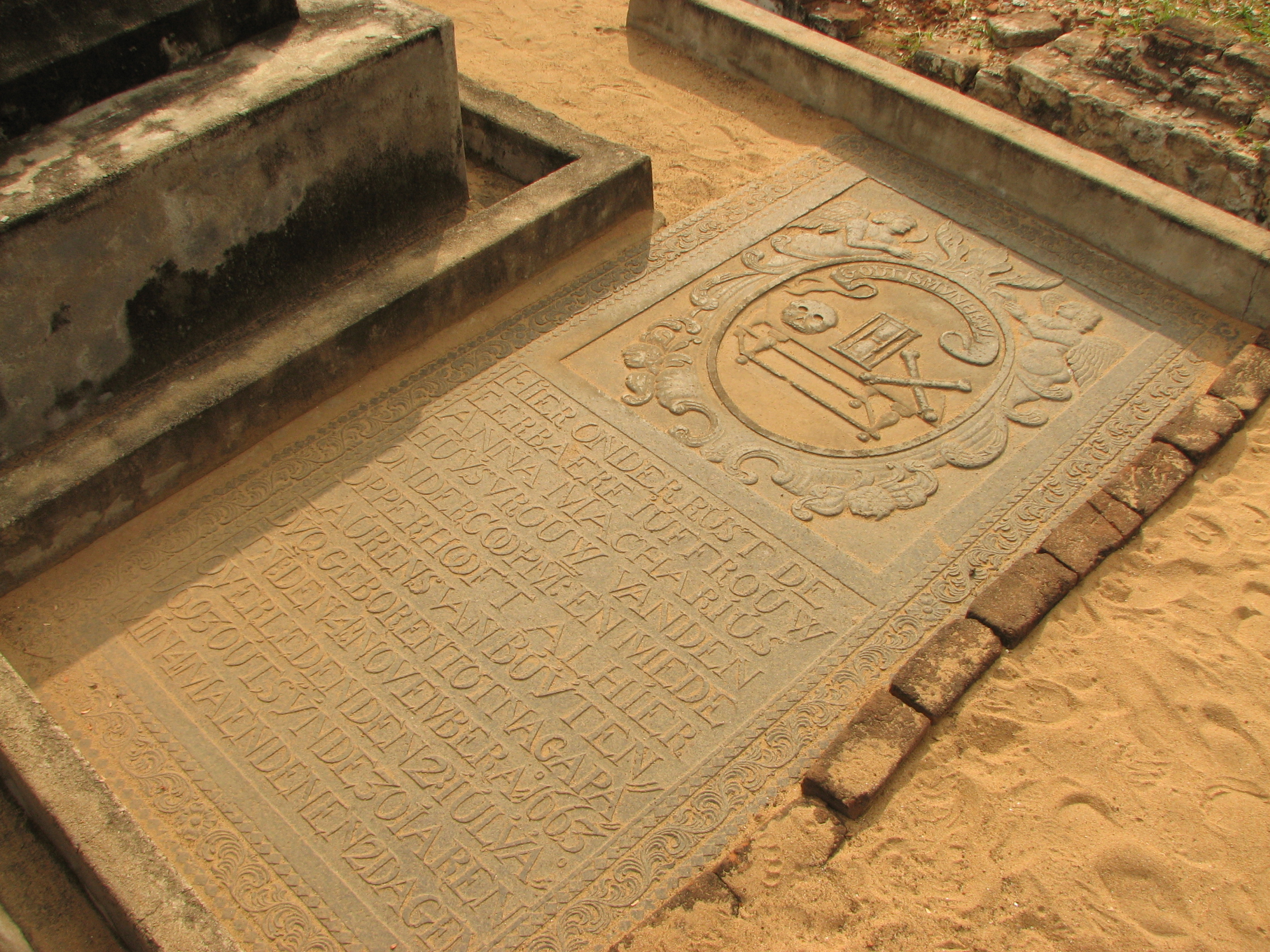
Grafsteen van Anna Macharius (Nagapattinam, 1663 - Sadras, 1693), vrouw van opperhoofd Laurens van Buyten.
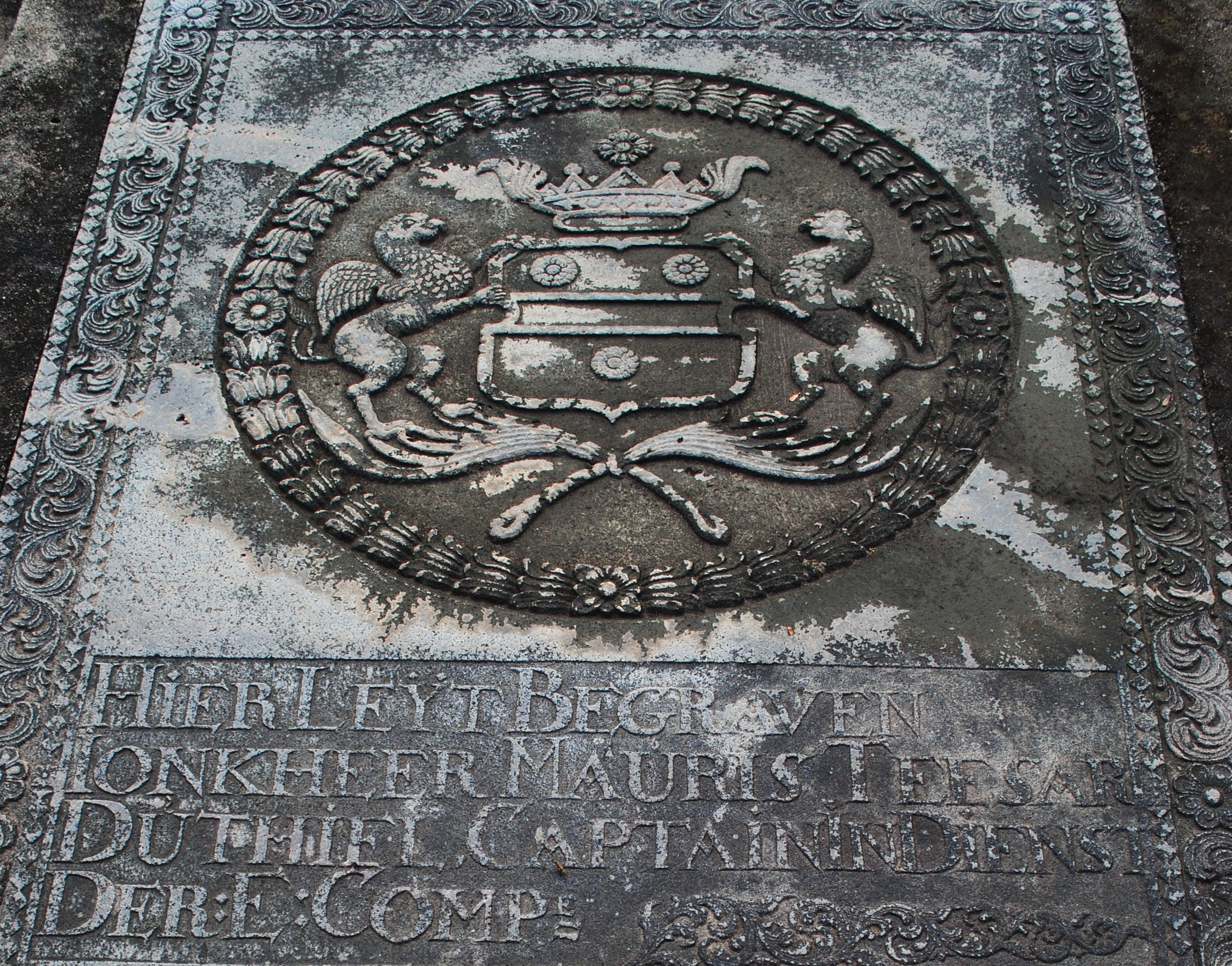
Grafsteen van jonkheer Mauris Teesar du Thiel, kapitein (militair).
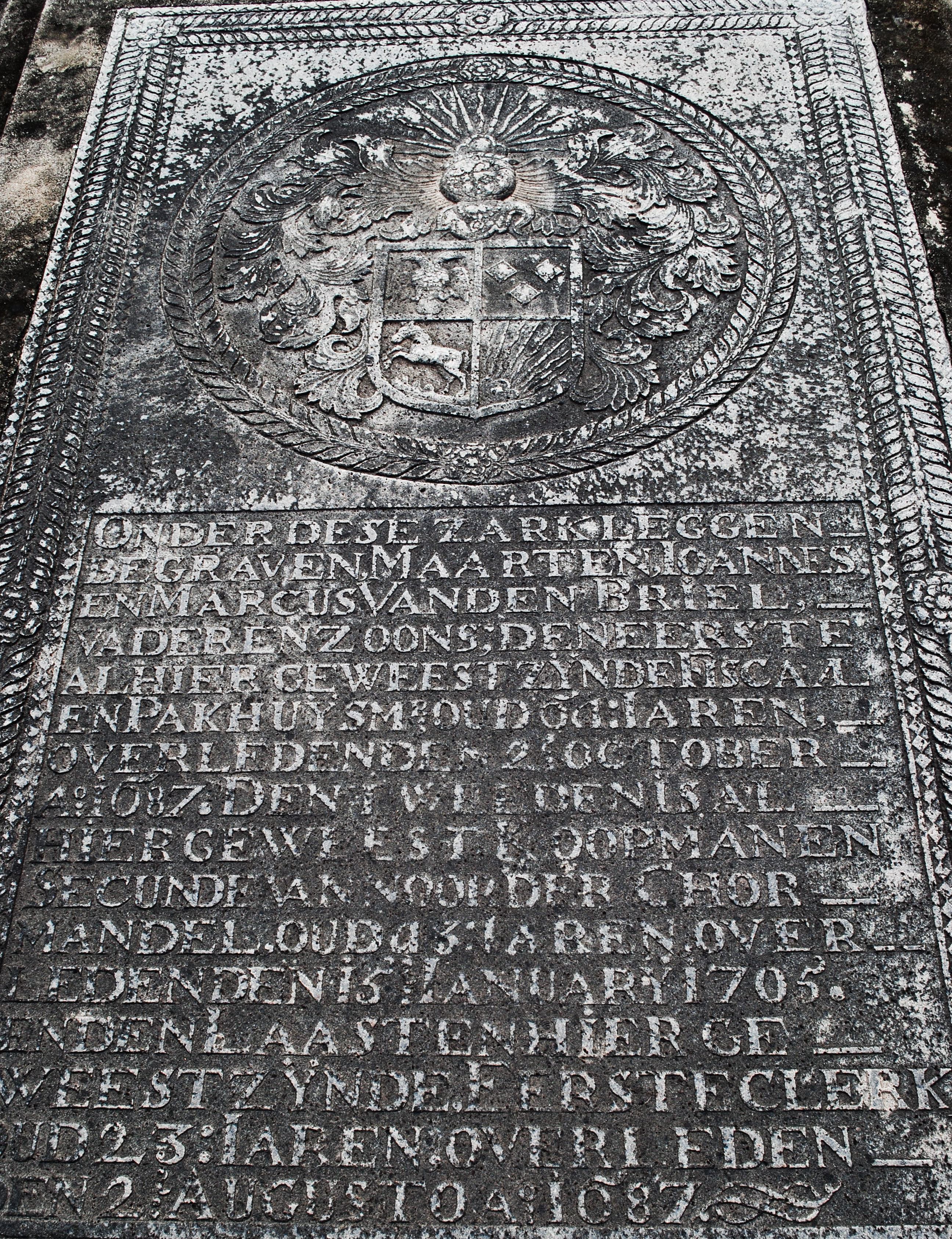
Graf van Maarten van den Briel (1623-1687), fiscaal, en twee zoons, Johannes (1661-1705) en Marcus (1664-1687).
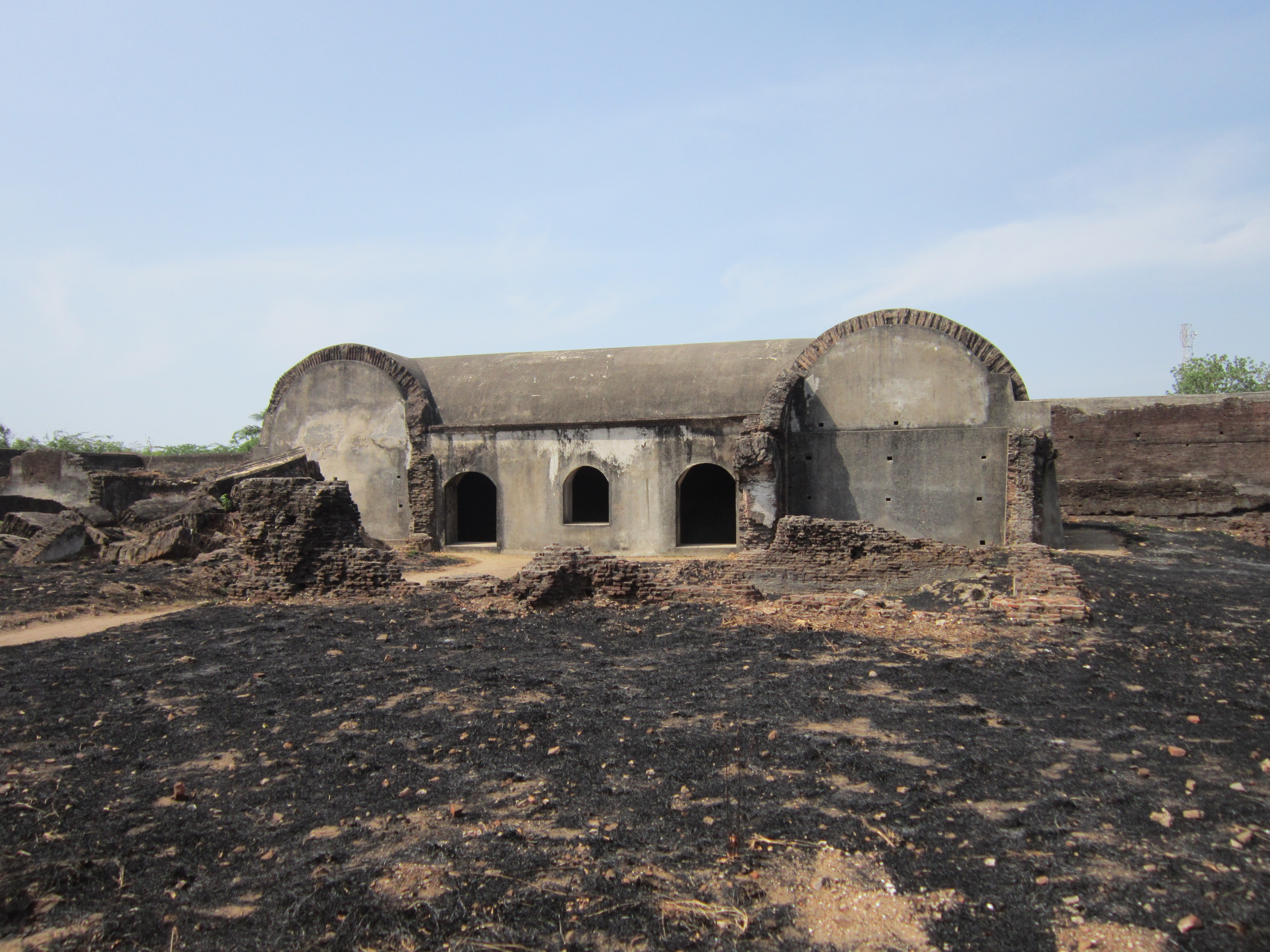
Pakhuis in fort Sadras.
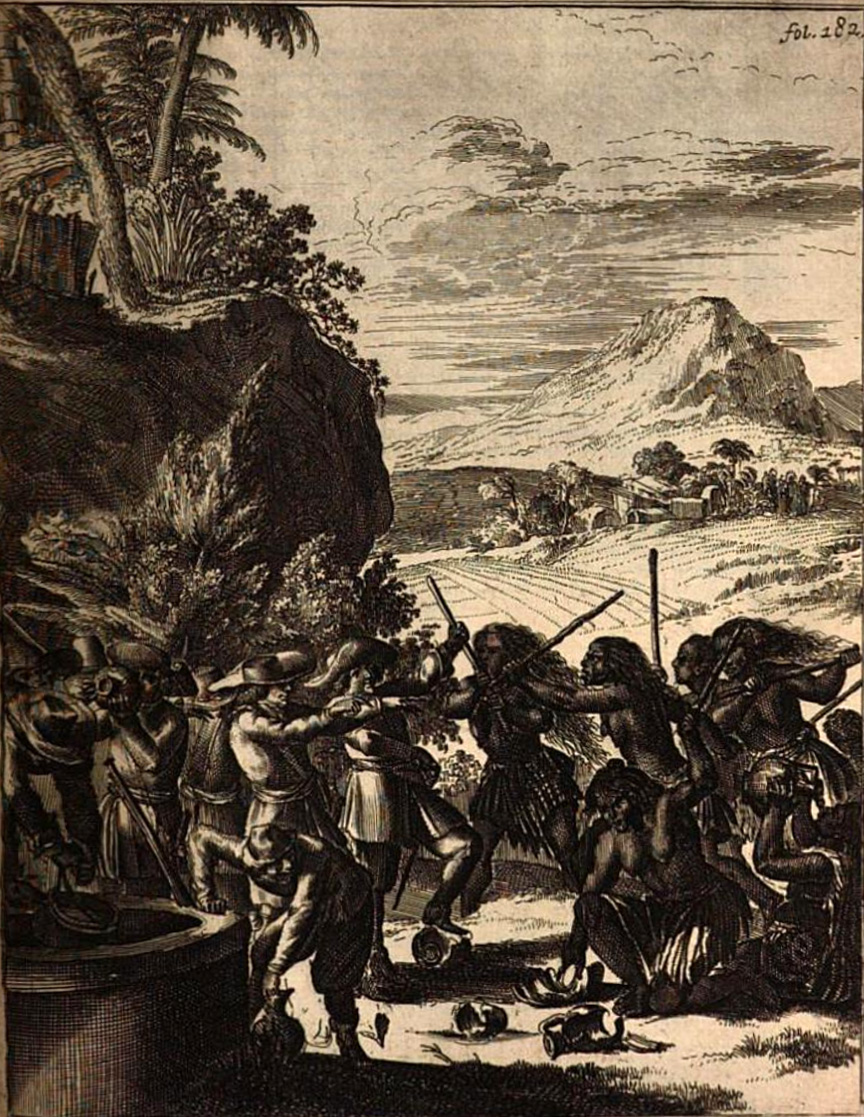
Wouter Schouten wordt van de waterput verjaagd door vrouwen met stokken. Illustratie in zijn 'Oost-Indische Voyagie'.